# Vaulruz
Vaulruz (Vôru  en patois fribourgeois) est une localité et une commune suisse du canton de Fribourg, située dans le district de la Gruyère.

## Géographie
Vaulruz mesure 1 016 ha. 8,9 % de cette superficie correspond à des surfaces d'habitat ou d'infrastructure, 64,4 % à des surfaces agricoles, 26,3 % à des surfaces boisées et 0,4 % à des surfaces improductives.
Vaulruz est limitrophe de Sâles, Riaz, Vuadens, Gruyères et Semsales.

## Histoire
Le village, avant de devenir une paroisse autonome en 1303, dépendait de la paroisse de Riaz. C'est lors de cette année qu'un château est fait mention.
Le baron Louis II de Vaud obtient les droits sur Vaulruz en 1316. Le 13 janvier 1321, elle obtient une charte des franchises.

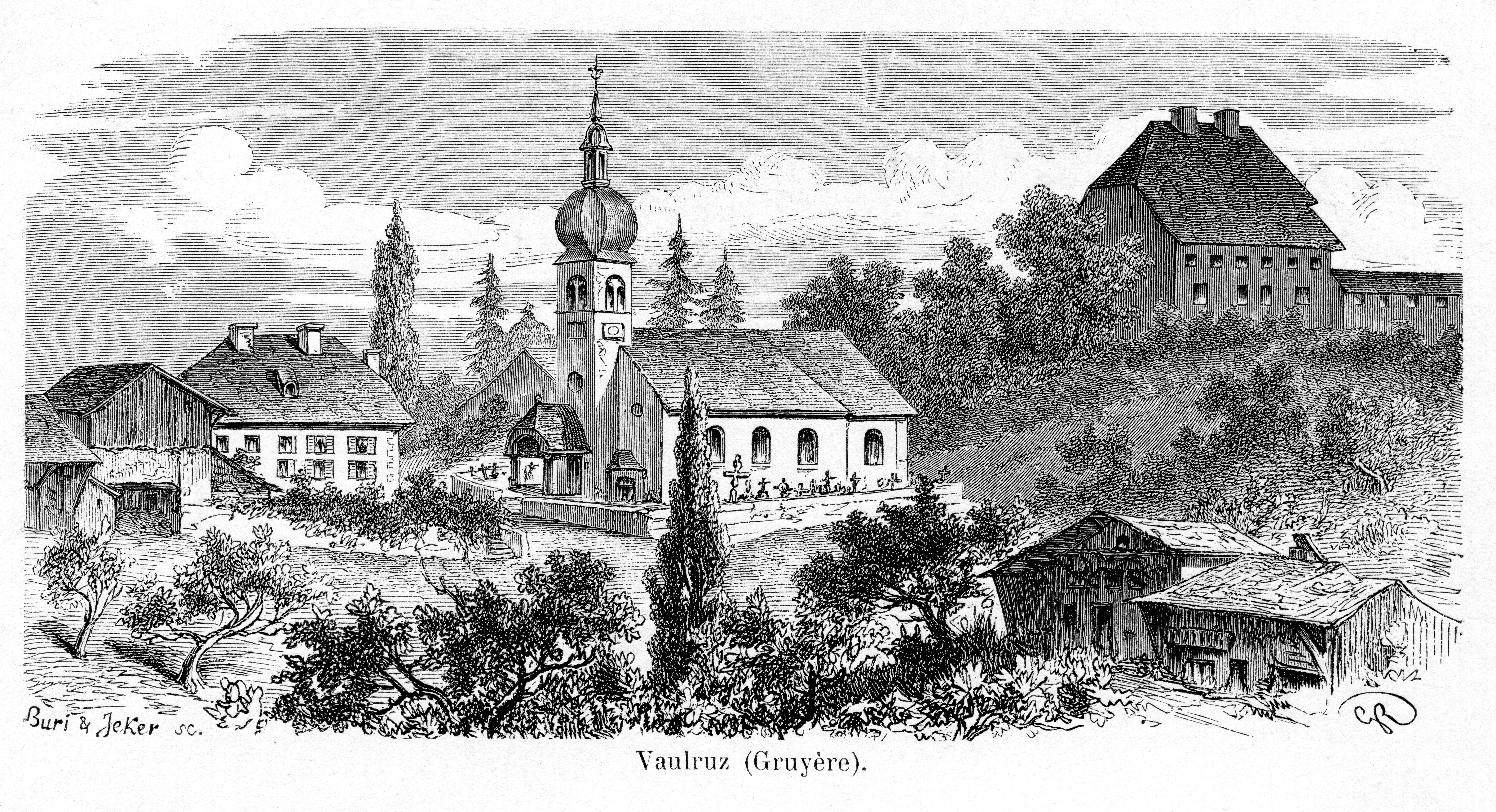
Vaulruz par Gustave Roux, 1869

## Gentilé et surnoms
Les habitants de la commune se nomment les Vaulruziens[source insuffisante].
Ils sont surnommés lè Chuplya-Vî, soit ceux qui brûlent les veaux en patois fribourgeois, les Veaux Crevés et les Grands Bourses, rien dedans.

## Démographie
Vaulruz compte 1046 habitants en 2017. Sa densité de population atteint 111 hab./km2.
Le graphique suivant résume l'évolution de la population de Vaulruz entre 1850 et 2008 :

## Culture et patrimoine

### Patrimoine bâti

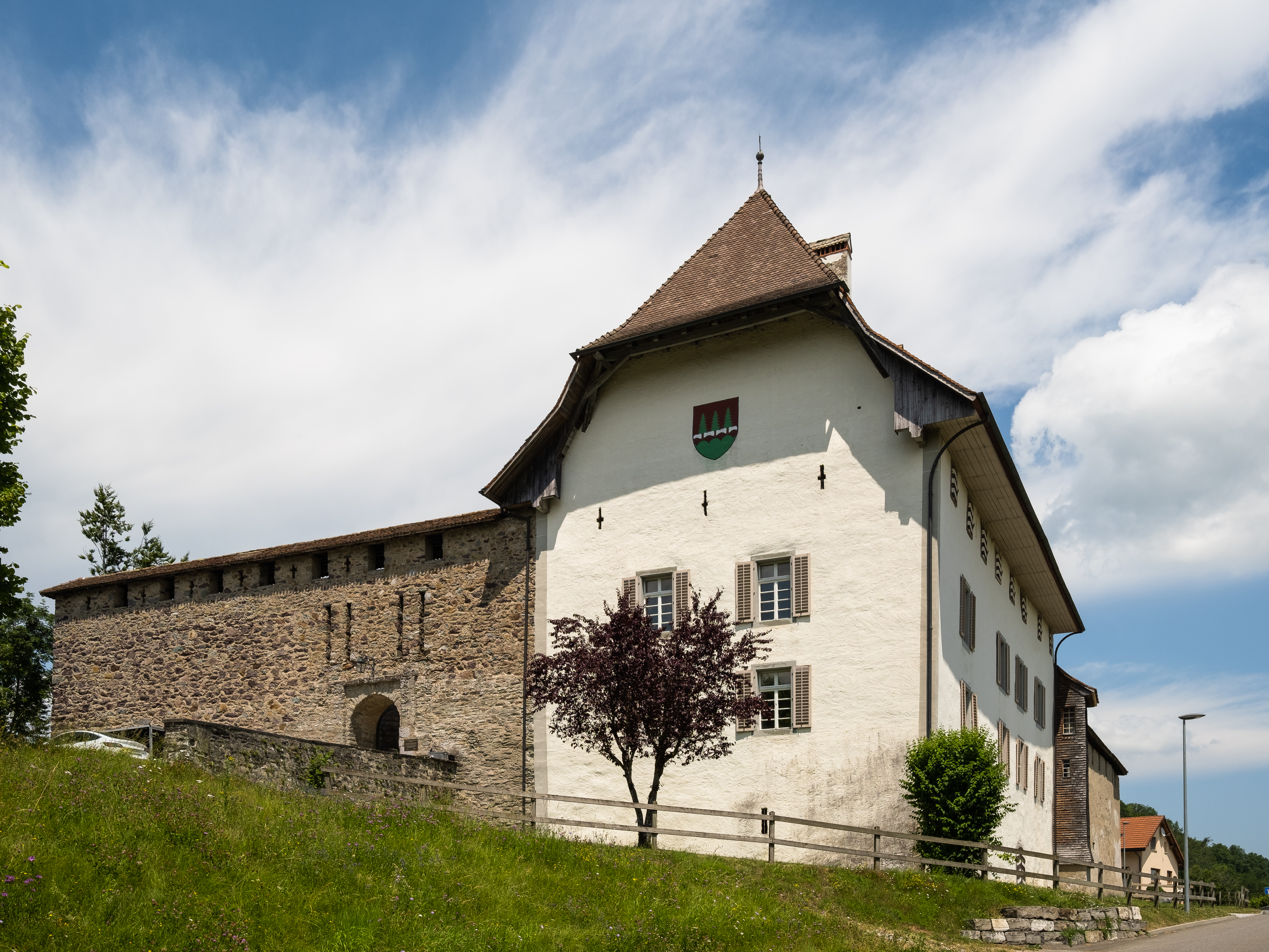
Le château de Vaulruz.

- Château de Vaulruz

### Personnalités
- Léon Progin, pionnier de l'aviation, né à Vaulruz en 1886